# Gommenec'h
Gommenec'h (en bretó Gouanac'h) és un municipi francès, situat a la regió de Bretanya, al departament de Costes del Nord. L'any 2006 tenia 499 habitants. Limita amb els municipis de Pommerit-le-Vicomte, Saint-Gilles-les-Bois, Trévérec, Lannebert, i Goudelin.

## Demografia
| 1962                                       | 1968 | 1975 | 1982 | 1990 | 1999 | 2006 |
| ------------------------------------------ | ---- | ---- | ---- | ---- | ---- | ---- |
| 433                                        | 552  | 513  | 457  | 421  | 475  | 499  |
| Des de 1962: població sense dobles comptes |      |      |      |      |      |      |

## Administració
| Període   | Identitat      | Partit |
| --------- | -------------- | ------ |
| 2001-2006 | Hélène Olivier |        |
| 2006-     | Alain Herviou  |        |